# 张绍诚
张绍诚（1933年12月—），福建省长汀人。中华人民共和国政治人物。

## 生平
早年毕业于上海同济大学工业与民用建筑专业。1956年，供职于中華人民共和國第三機械工業部（1982年改为核工业部）。1964年，到办公厅担任部领导秘书。1974年，任办公厅秘书处处长。1980年，调任计划司规划处处长。1984年，任计划司副司长。1985年，任基建办公室副主任。1986年，调往中国核工程公司任副总经理。